# Otopappus mexicanus
Otopappus mexicanus là một loài thực vật có hoa trong họ Cúc. Loài này được (Rzed.) H.Rob. mô tả khoa học đầu tiên năm 1979.